# Ики (идеја)
Ики (いき или 粋) је традиционални јапански естетски идеал људског понашања и воље; грубо речено стил опхођења. Сматра се да су основе ики-ја настале међу грађанима (чонин - 町人) Едо периода. Ики се често погрешно схвата као холистичка идеја која подразумева све јапанско; међутим, ики је заправо специфични естетски идеал, другачији од осталих површних гледишта. Из тог разлога су се обично самураји и сељани, као виша и нижа друштвена класа сматрали слојем људи који не поседују квалитете ики-ја, већ подпадају у јабо (野暮 - антоним ики-ја). У исто време, савремена популарна представа, приказује индивидуалне борце као значајне носиоце атрибута ики. На саму популаризацију коришћења израза ики међу модерном интелектуалном елитом, утицало је дело Куки Шузо-а, Ики но козо (「いき」の構造 - Структура ики-ја) из 1930. године. 
С обзиром да је ики скован од стране средње класе јапанских трговаца, може се сматрати савременијим изразом од традиционалног вабисаби (侘寂). Ики одражава карактеристике једноставности, софистицираности, спонтаности и оригиналности. Он је такође ефемеран, романтичан, директан, одмерен, смео, мудар и несвестан. Ики може да представља људску особину или вештачку појаву која поседује људску вољу или свест. Добар представник ики-ја је писац Харуки Мураками (1949. -), који пише чистим и одлучним стилом, донекле сентименталним и са примесама фантастике. За разлику од Мураками-ја, Јасунари Кавабата (1899—1972) пише више поетски, са већим нагласком на унутрашње емотивно стање својих ликова, окрећући се ка изразу вабисаби. 